# Cerici
Cerici so naselje v mestu Banjaluka, Bosna in Hercegovina. 

## Deli naselja
Abramovići, Cerici, Donje Gube, Gornje Gube in Smiljanići. 

## Prebivalstvo
| Pregled števila prebivalcev po letih | Pregled števila prebivalcev po letih | Pregled števila prebivalcev po letih | Pregled števila prebivalcev po letih | Pregled števila prebivalcev po letih | Pregled števila prebivalcev po letih |
| ------------------------------------ | ------------------------------------ | ------------------------------------ | ------------------------------------ | ------------------------------------ | ------------------------------------ |
| 1948                                 | 1953                                 | 1961                                 | 1971                                 | 1981                                 | 1991                                 |
| -                                    | -                                    | 411                                  | 541                                  | 212                                  | 169                                  |

| Narodna sestava prebivalstva po letih                                                                                       | Narodna sestava prebivalstva po letih                                                                                        | Narodna sestava prebivalstva po letih                                                                                      |
| --- | --- | --- |
| 1971 | 1981 | 1991 |
| . skupaj: 541 Hrvati 497 (91,86 %) Srbi 37 (6,83 %) Muslimani 1 (0,18 %) Jugoslovani 0 (0,00 %) drugi in neznano 6 (1,10 %) | . skupaj: 212 Hrvati 182 (85,84 %) Srbi 12 (5,66 %) Muslimani 0 (0,00 %) Jugoslovani 15 (7,07 %) drugi in neznano 3 (1,41 %) | . skupaj: 169 Hrvati 161 (95,26 %) Srbi 3 (1,77 %) Muslimani 0 (0,00 %) Jugoslovani 1 (0,59 %) drugi in neznano 4 (2,36 %) |